# Helmut Laszig
Helmut Laszig (* 27. April 1938 in Gelsenkirchen-Schalke; † 18. Mai 2024) war ein deutscher Fußballspieler. Er war für den FC Schalke 04, Rot-Weiß Oberhausen und den TSV Marl-Hüls aktiv und hat in der damals erstklassigen Fußball-Oberliga West von 1956 bis 1963 insgesamt 142 Ligaspiele absolviert und sieben Tore erzielt. Als der FC Schalke 04 in der Saison 1957/58 die deutsche Fußballmeisterschaft gewann, hatte der Abwehrspieler 14 Rundeneinsätze (1 Tor) in der Verbandsrunde bestritten.

## Leben und Karriere
Laszig kam ganz in der Nähe der Gelsenkirchener Glückauf-Kampfbahn zur Welt. Als er neun Jahre alt war, nahm ihn sein älterer Bruder Otto mit zum Training. Bei den Knappen spielte er in Schüler- und Jugendmannschaften; mit der A-Jugend wurde er – gemeinsam mit späteren Profis wie Willi Koslowski und Waldemar Gerhardt – westdeutscher Meister.
1956 berief ihn Trainer Edi Frühwirth erstmals in die erste Mannschaft. Er debütierte am zweiten Rundenspieltag, den 25. August 1956, bei einer 2:3-Auswärtsniederlage gegen Borussia Dortmund in der Oberliga West. Er war als linker und sein älterer Bruder Otto als rechter Verbinder dabei im Angriff der „Knappen“ im Stadion Rote Erde im Einsatz gewesen und beide Brüder erzielten je einen Treffer. Im Schalker Meisterjahr 1958 gehörte der „Allrounder“ zum Kader, konnte aber aufgrund eines Knöchelbruchs nicht an der Meisterschaftsendrunde teilnehmen. In der folgenden Saison gehörte er aber zum Stammpersonal des Teams, das im Europapokal der Landesmeister erst im Viertelfinale von Atlético Madrid gestoppt wurde. Das Spiel im März 1959 vor 110.000 Zuschauern im Estadio Santiago Bernabéu gegen Atletico Madrid und deren internationale Stars wie Vavá, Joaquín Peiró und Enrique Collar gehörte zu den besonderen Höhepunkten seiner Laufbahn.
Auch in der Oberliga gehörte er bald zur Stammelf. Sein letztes Spiel für Schalke 04 absolvierte er am 16. April 1961 bei einem 2:2-Auswärtsremis gegen Viktoria Köln, als er als linker Verteidiger im damaligen WM-System den Viktoria-Rechtsaußen Carl-Heinz Rühl bekämpfte. Für die Königsblauen absolvierte er 94 Oberliga-, sechs Europapokal- und elf weitere Pflichtspiele, wobei er insgesamt fünf Tore erzielte.
1961 folgte er seinem ehemaligen Schalker Trainer Nándor Lengyel zum Ligakonkurrenten Rot-Weiß Oberhausen (RWO), wo er mit Jürgen Sundermann und Karlheinz Feldkamp in einer Mannschaft spielte. Eins seiner ersten Spiele für RWO war das Duell mit seinen ehemaligen Teamkameraden. 37.000 Zuschauer wollten das Spiel des Tabellendritten der Oberliga West gegen den Zweiten Schalke im Niederrheinstadion sehen – bis heute Rekordbesuch für ein Spiel der Rot-Weißen. Die Westfalen gewannen mit Glück 2:1; Oberhausen fehlten am Saisonende drei Punkte, um an der Meisterschaftsrunde teilzunehmen. In der Folgesaison verpassten Laszig und seine Mannschaft mit Platz zehn die Qualifikation zur neuen Bundesliga.
Zur Saison 1965/66 wechselte er innerhalb der zweitklassigen Regionalliga West aus beruflichen Gründen zum TSV Marl-Hüls, bei dem er seine aktive Laufbahn beendete und von 1965 bis 1970 weitere 127 Ligaspiele (1 Tor) absolviert hatte. Als die „Kleeblatt-Elf“ vom Stadion Niederrhein in der Saison 1968/69 die Meisterschaft in der Regionalliga West errang und sich auch in der Bundesligaaufstiegsrunde durchsetzte, belegte Laszig mit Marl-Hüls den 12. Rang und hatte 33 Ligaspiele an der Seite des jungen Torjägers Rolf Kucharski für die „Blauen Funken“ aus dem Jahnstadion absolviert. Insgesamt wird er in der Regionalliga West mit 159 Ligaspielen und drei Toren gelistet. Später trainierte er einige Amateurmannschaften und spielte noch bis 1990 in der Traditionsmannschaft der Schalker.
1970 legte er die Meisterprüfung im Fleischerhandwerk ab und übernahm den Betrieb seiner Schwiegereltern.
Helmut Laszig verstarb am 18. Mai 2024 im Alter von 86 Jahren.